# 東大阪朝鮮初級学校
東大阪朝鮮初級学校（ひがしおおさかちょうせんしょきゅうがっこう、히가시오사까조선초급학교）は、大阪府東大阪市寺前町二丁目にある朝鮮学校。学校法人大阪朝鮮学園が運営する。
日本の小学校・幼稚園相当の教育を行っているが、学校教育法における非一条校であり、各種学校扱いである。
主に大阪府東大阪市、八尾市、大阪市生野区と奈良県の生徒を受け入れている。

## 沿革
- 太平洋戦争の終戦に伴い、朝鮮人児童に朝鮮語を教える国語講習所が各地に開設された。学校のルーツとなる国語講習所は、現在の東大阪市・八尾市・柏原市にあたる地域に開設されている。
- 国語講習所を母体として、1946年から1947年にかけて、八尾朝鮮初等学校、枚岡朝鮮初等学校、布施朝鮮初等学校、柏原朝鮮初等学校が相次いで開校した。
- その後大阪朝聯学園の成立に伴い1949年3月1日付で、八尾朝鮮初等学校は大阪朝鮮中学校附属小学校、枚岡朝鮮初等学校は朝聯私立枚岡小学校、布施朝鮮初等学校は朝聯私立布施小学校、柏原朝鮮初等学院は朝聯私立柏原小学校へそれぞれ改称した。布施小学校は本校のほか、布施市（現・東大阪市）森河内・蛇草の2ヶ所に分校を設置した。
- しかし朝鮮学校閉鎖令の影響で、1949年には各校は閉鎖を余儀なくされた。閉鎖後は民族学級や夜間学級を開設するなどして民族教育を続けた。
- 1952年3月に布施朝鮮小学校として、布施市寺前町26番地（現在地）に再建した。その後、布施朝鮮初級学校（1955年）、東大阪第二朝鮮初級学校（1962年）の名称を経て、1991年に現在の校名・東大阪朝鮮初級学校に改称している。
- また1967年には幼稚班を併設している。
- 2008年3月20日に奈良県橿原市にあった奈良朝鮮初中級学校が休校になり奈良県の学生も当校に通っている。
- なお奈良朝鮮初中級学校は2012年より奈良朝鮮幼稚班として幼稚班のみ再開した。
- 2016年に創立70周年を迎え校舎改修工事や運動場の人工芝生化を行った。

## 生徒数
2023年4月の時点で85人

## 交通
- おおさか東線（JR西日本）「JR長瀬駅」北西へ約750m。
- 近畿日本鉄道（大阪線・奈良線）「布施駅」南へ約1.3km。
- Osaka Metro千日前線「北巽駅」東へ約1.3km。
- 大阪バス 「牧野病院前」バス停、「寿町一丁目」バス停